# Porta-voz da Presidência da República (Brasil)
O porta-voz da Presidência da República foi um órgão oficial do governo brasileiro  responsável por reunir e tornar públicas as informações do interesse da Presidência da República, através dos meios de comunicação. O cargo era subordinado à Secretaria de Comunicação Social e regulado pelo decreto nº 6377 de 19 de fevereiro de 2008. O último porta-voz a ocupar o cargo foi o general Otávio Santana do Rêgo Barros, nomeado em 14 de janeiro de 2019 pelo governo Bolsonaro.
Em 7 de outubro de 2020, o presidente Jair Bolsonaro exonerou Rêgo Barros, com a publicação no Diário Oficial, assinada pelo ministro da Casa Civíl Walter Braga Netto. Em 26 de agosto de 2020, o governo federal informou que o cargo havia sido extinto, com a publicação da medida provisória 980/20, que recriou o Ministério das Comunicações.

## Lista dos porta-vozes
| Ano(s)    | Porta-voz            | Presidente                |
| --------- | -------------------- | ------------------------- |
| 1969-1974 | Carlos Fehlberg      | Emílio Garrastazu Médici  |
| 1979-1980 | Alexandre Garcia     | João Figueiredo           |
| 1981-1985 | Carlos Átila         | João Figueiredo           |
| 1985      | Antônio Britto       | Tancredo Neves            |
| 1985-1989 | Fernando Cesar       | José Sarney               |
| 1988-1990 | Carlos Henrique      | José Sarney               |
| 1990-1992 | Cláudio Humberto     | Fernando Collor de Mello  |
| 1992      | Etevaldo Dias        | Fernando Collor de Mello  |
| 1992-1995 | Francisco Baker      | Itamar Franco             |
| 1995-1999 | Sérgio Amaral        | Fernando Henrique Cardoso |
| 1999-2003 | Georges Lamazière    | Fernando Henrique Cardoso |
| 2003-2007 | André Singer         | Luiz Inácio Lula da Silva |
| 2007-2011 | Marcelo Baumbach     | Luiz Inácio Lula da Silva |
| 2011-2012 | Rodrigo Baena Soares | Dilma Rousseff            |
| 2012-2015 | Thomas Traumann      | Dilma Rousseff            |
| 2015-2016 | Carlos Villanova     | Dilma Rousseff            |
| 2016-2019 | Alexandre Parola     | Michel Temer              |
| 2019-2020 | Otávio Rêgo Barros   | Jair Bolsonaro            |